# مورتون هارفي
مورتون هارفي (بالإنجليزية: Morton Harvey)‏ هو ناشط سلام ومغني أمريكي، ولد في 1886 في أوماها في الولايات المتحدة، وتوفي في 15 أغسطس 1961 في لوس غاتوس في الولايات المتحدة.

## وصلات خارجية
- مورتون هارفي على موقع ميوزك برينز (الإنجليزية)
- مورتون هارفي على موقع ديسكوغز (الإنجليزية)